# Олафур Скуласон
Олафур Инги Скуласон, Оулавюр Инги Скуласон (исл. Ólafur Ingi Skúlason, род. 1 апреля 1983 года, Рейкьявик, Исландия) — исландский футболист, опорный полузащитник, капитан и играющий тренер исландского клуба «Филкир»
.

## Клубная карьера
Родился в Рейкьявике. Начал карьеру в исландском клубе «Филкир». Затем, 1 июля 2001 года перешёл в лондонский «Арсенал». В 2003 году вернулся обратно в «Филкир» на краткосрочную аренду до конца сезона и был признан лучшим молодым игроком в исландском чемпионате.
Дебютировал в «Арсенале» 2 декабря 2003 года в матче против «Вулверхэмптон Уондерерс», заменив Джастина Хойт на 55-й минуте матча. Покинул «Арсенал» 22 мая 2005 года. 22 июня 2005 года подписал контракт с клубом «Брентфорд».
По прибытии в «Брентфорд», сайт клуба процитировал Олафура:

Я смотрю на это как на очень важный шаг в моей карьере, зная, что менеджер Мартин Аллен был заинтересован в приобретении меня, это был огромный комплимент для меня.
Оригинальный текст (англ.)I look at this as a very important move for my career, knowing that manager Martin Allen had been interested in signing me for a while was a huge compliment for me.

Олафур пропустил сезон 2005/06 из-за травмы крестообразных связок колена после столкновения с Дереком Нивеном в матче против «Честерфилд». Вернулся в строй к началу сезона 2006/07, забил победный гол в первой игре сезона с «Блэкпул».
21 февраля 2007 года Олафур подписал контракт с шведским клубом «Хельсинборг». Провёл в клубе три сезона и, отказавшись от нового контракта, 1 января 2010 года подписал контракт с датским клубом «Сённерйюск».

## Международная карьера
Игрок национальной сборной Исландии. Дебютировал в сборной 20 ноября 2003 года в товарищеском матче против сборной Мексики, заменив Вейгара Гуннарсона. Также Олафур был капитаном молодёжной сборной Исландии.